# Midnattsolscupen
Midnattsolscupen (Puchar Północnego Słońca) – turniej piłkarski rozgrywany corocznie w lipcu w Tornedalen w północnej Szwecji. Był organizowany przez kluby Polcirkeln/Svanstein FF, Ohtana/Aapua FF i Korpilombolo GIF. Mecze odbywały się w Svanstein i Aapui oraz Ohtanajärvi. Większość pojedynków była grana późnym wieczorem lub - jak nazwa wskazuje - o północy. Finałowy mecz odbywał się w Svanstein i zazwyczaj przyciągał tłumy widzów. Kluby uczestniczące najczęściej pochodziły z północnej Szwecji, Finlandii i Norwegii. Czasami brały w nich udział rosyjskie kluby - Spartak Moskwa i Stolica Moskwa. Podczas turnieju były grane rozgrywki mężczyzn i chłopców. W roku 2011 odbyła się ostatnia edycja turnieju. Od 2012 zaprzestano jego organizacji.

## Zwycięzcy
- 1982 IFK Tärendö
- 1983 Gällivare SK
- 1984 Gällivare SK
- 1985 Kiruna FF
- 1986 Grovfjord IL
- 1987 Notvikens IK
- 1988 Rutviks SK
- 1989 Rutviks SK
- 1990 Rutviks SK Vandringspris 1
- 1991 Assi IF
- 1992 Haparanda FF
- 1993 Haparanda FF
- 1994 FC Santa Claus
- 1995 Assi IF
- 1996 Kiruna FF
- 1997 Kiruna FF
- 1998 IFK Kalix
- 1999 Assi IF Vandringspris 2
- 2000 Spartak Moskwa
- 2001 Malmbergets AIF
- 2002 Kiruna FF
- 2003 Polcirkeln/Svanstein FF
- 2004 Spartak Moskwa
- 2005 Kiruna FF
- 2006 Spartak Moskwa Vandringspris 3
- 2007 Spartak Moskwa (w finale pokonał IFK Luleå 4-0, a hat-tricka zdobył Rusłan Tronkin)[3]
- 2008 Kiruna FF[4]
- 2009 Luleå SK
- 2010 Stolica Moskwa
- 2011 Stolica Moskwa